# Marolles-en-Brie (Valle della Marna)
Marolles-en-Brie è un comune francese di 5 134 abitanti situato nel dipartimento della Valle della Marna nella regione dell'Île-de-France.

## Società

### Evoluzione demografica
Abitanti censiti

## Amministrazione

### Gemellaggi
- Miguel Esteban, Spagna